# Luko, Volodîmîreț
Luko (în ucraineană Луко) este un sat în comuna Voronkî din raionul Volodîmîreț, regiunea Rivne, Ucraina.

## Demografie
Componența lingvistică a localității Luko
     Ucraineană (100%)
Conform recensământului din 2001, toată populația localității Luko era vorbitoare de ucraineană (100%).